# Гергард Шмідт
Ге́ргард Карл Шмідт (нар. 5 липня 1865, Лондон — пом. 16 жовтня 1949, Мюнстер) — німецький хімік. Відкрив радіоактивність Торію на два місяці швидше від Марії Склодовської-Кюрі.

## Біографія
Народився в німецькій родині. Вивчав хімію та захистив докторський ступінь працюючи у Ґеорґа Кальбаума у 1890 році. Ґергард Шмідт відомий відкриттям радіоактивності Торію на два місяці швидше від Марії Склодовської-Кюрі. Помер у Мюнстері від інсульту 16 жовтня 1949 року.